# Kloster Ingenbohl

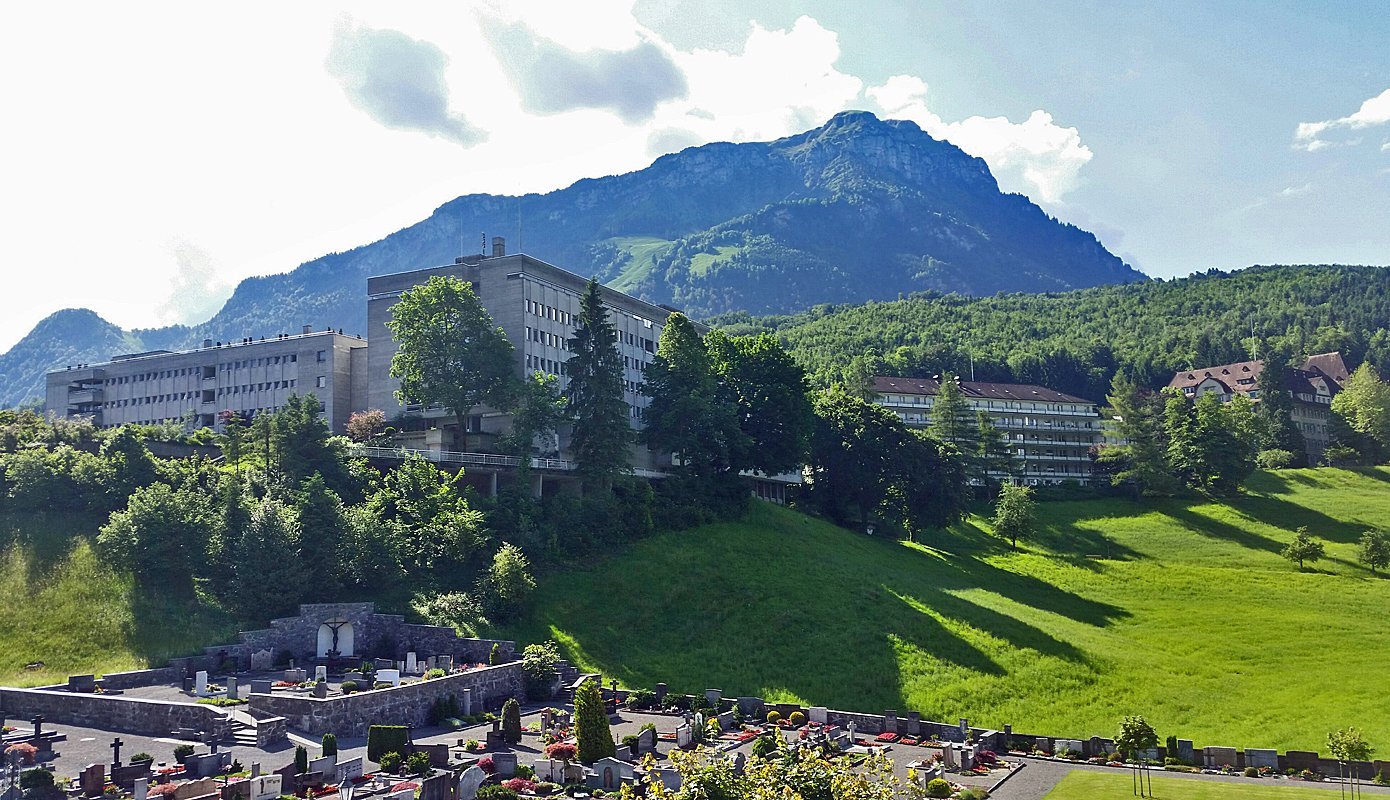
Klosteranlage

Das Kloster zwischen dem Dorf Brunnen und den Mythen

Das Kloster Ingenbohl ist das Mutterhaus der Barmherzigen Schwestern vom heiligen Kreuz (Ingenbohler Schwestern) in Ingenbohl, an einer Hanglage oberhalb von Brunnen im Kanton Schwyz in der Nähe des Vierwaldstättersees.

## Geschichte
Pater Theodosius Florentini hatte 1844 die Gemeinschaft der Schwestern vom Heiligen Kreuz (Menzinger Schwestern) gegründet. 1855 erwarb er den Nigg‘schen Hof, ein Bauerngut auf einem Hügel in Ingenbohl gelegen. Der Bauernhof entwickelte sich zum Mutterhaus eines neuen Klosterzweigs. 1856 wurden durch einen bischöflichen Entscheid die Menzinger Schwestern und die Ingenbohler Schwestern zu zwei selbständigen Instituten erklärt.

## Architektur und Ausstattung
Die Klosterkirche wurde zwischen 1971 und 1973 nach den Plänen von Karl Higi errichtet und 1974 geweiht. Durch die farbigen Dachfenster fällt Licht ins Innere. Nebst vielen anderen sakralen Kunstschätzen beherbergt das Kloster Ingenbohl auch Kunst von zwei Ingenbohler Schwestern. So hat Sr. M. Raphaela Bürgi die farbigen Glasfenster gestaltet. Die grosse Orgel der Klosterkirche wurde 1974 von Orgelbau Graf (Sursee) mit 29 Registern erbaut.

## Pilgerort
Am Pilgertag, dem 16. eines jeden Monats, findet in der Klosterkirche ein Pilgergottesdienst und nachmittags ein gemeinsames Pilgergebet in der Krypta statt. Abends beten die Schwestern und die Besucher die Komplet.